# Jerseys flagga

Jerseys statsfartygsflagga.

Guvernören på Jerseys flagga.

Jerseys flagga är den flagga som används på ön Jersey av det självstyrande området Bailiwick of Jersey. Flaggan består i av ett rött andreaskors på vit botten. År 1979 beslutade landets parlament att öns historiska vapen bör läggas till flaggan vilket trädde i kraft 1981.